# One Man Army and the Undead Quartet
One Man Army and the Undead Quartet  är ett svenskt death/thrash metal-band bildat 2004 av sångaren Johan Lindstrand (tidigare i The Crown).

## Medlemmar
Senaste medlemmar
- Johan Lindstrand – sång (2004–2012)
- Robert Axelsson – basgitarr (2005–2012)
- Marek Dobrowolski – trummor (2005–2012)
- Jonas Blom – gitarr (2009–2012)

Tidigare medlemmar
- Valle Adžić  – basgitarr (2005)
- Pekka Kiviaho  – gitarr (2005–2007)
- Mikael Lagerblad – gitarr (2005–2009)
- Mattias Bolander – gitarr (2008–2011)

Turnerande medlemmar
- Rune Foss – gitarr (?–2009)

## Diskografi
Demo
- 2005 – When Hatred Comes To Life

Studioalbum
- 2006 – 21st Century Killing Machine
- 2007 – Error In Evolution
- 2008 – Grim Tales
- 2011 – The Dark Epic...

Singlar
- 2006 – "Christmas For The Lobotomizer"